# Olaf Brandt
Olaf Brandt (* 2. Juli 1971 in Greifswald) ist ein deutscher Ringer.
Er war mehrfacher DDR-Ringermeister, Erstliga-Ringer und Teilnehmer an den Olympischen Sommerspielen 1992 in Barcelona, wo er im griechisch-römischen Stil in der Fliegengewichtsklasse bis 52 kg antrat.
Olaf Brandt begann 1979 bei Dynamo Greifswald mit dem Ringersport. Unter anderem kämpfte er für die Erstligisten Witten, Goldbach, Luckenwalde, Aue und Greiz. 1989 wurde er als 18-jähriger der letzte DDR-Meister der Männer.
Er kämpfte bis 2003 für FC Erzgebirge Aue, dann wechselte er zu RSV Rotation Greiz. 2004 startete er dann für die KG Rostock/Warnemünde, im März 2006 errang er für den Zweitligisten Johannis Nürnberg startend seinen 5. Deutschen Meistertitel. Im Oktober 2006 kämpfte er dann für den RV Thalheim. Nach einer Pause kehrte Brandt 2010 nach Thalheim zurück, um 1 Jahr in der Gewichtsklasse bis 66 kg zu ringen.